# Piedras (álbum)
Piedras es el nombre del séptimo álbum de estudio grabado por la banda española de rock Duncan Dhu, lanzado en el año 1994 por el sello discográfico GASA. Incluye las siguientes canciones:

## Lista de canciones
1. A tientas - 3:51
2. Si no eres tú - 4:21
3. Rey de la Luna - 4:22
4. Donde estés - 4:53
5. Capricornio - 3:43
6. Mundo real - 4:11
7. Abandonar - 3:00
8. Nubes negras - 3:34
9. Brillaré - 4:05
10. Dime - 4:56
11. A tu lado - 2:47